# Chuck Dukowski
Chuck Dukowski, all'anagrafe Gary McDaniel (Long Beach, 1º febbraio 1954), è un bassista statunitense, noto soprattutto per essere stato bassista e cofondatore del gruppo hardcore punk statunitense Black Flag.
Dukowski ha scritto alcune canzoni per la band, My War, What I See, I've Heard It Before e Spray Paint. Lasciò la band dopo la pubblicazione dell'album My War, e fu in seguito manager della band. Dukowski è stato anche comproprietario della SST Records insieme a Greg Ginn fino alla fine degli anni '90.
Dopo aver lasciato i Black Flag, Dukowski ha continuato a suonare in band come i Wurm e il supergruppo della SST October Faction, e ha formato una sua band, chiamata SWA, nel 1985 insieme a Merrill Ward degli Overkill.
Dukowski suona attualmente in una nuova band, i The Chuck Dukowski Sextet, insieme a sua moglie Lora Norton.
È inoltre apparso nei documentari American Hardcore e We Jam Econo.

## Discografia

### Con i Black Flag
- 1981 - Damaged, (SST Records) - basso
- 1984 - Slip It In, (SST Records) - voce addizionale

### Con gli SWA
- 1985 - Your Future (If You Have One), (SST Records) - basso
- 1986 - Sex Dr., (SST Records) - basso
- 1987 - XCIII, (SST Records) - basso
- 1988 - Evolution 85-87, (SST Records) - basso
- 1989 - Winter, (SST Records) - basso
- 1991 - Volume, (SST Records) - basso/voce

### Con il Chuck Dukowski Sextet
- 2006 - Eat My Life, (Nice & Friendly Records) - basso/chitarre
- 2007 - Reverse the Polarity, (Nice & Friendly Records) - basso

### Altre apparizioni
- 1983 - Wurm, I'm Dead, (SST Records) - basso/voce
- 1985 - Wurm, Feast, (SST Records) - basso
- 1985 - October Faction, October Faction, (SST Records) - basso/voce
- 1986 - October Faction - Second Factionalization, (SST Records) - basso/voce
- 1994 - Chuck Dukowski/Paul Cutler/Bill Stinson - United Gang Members, (New Alliance Records) - basso/voce